# Alessandro Lisca
Alessandro Lisca (Verona, XVI secolo – Verona, 1605) è stato un giureconsulto italiano.
Fu un giureconsulto di nobili origini al servizio del duca di Sabbioneta Vespasiano I Gonzaga, del quale scrisse la biografia. Ricoprì l'incarico di segretario e di vicario generale degli Stati del duca. Lisca si occupò anche della tragica morte della prima moglie di Vespasiano Diana Folch de Cardona.

## Opere
- Vita Vespasiani Gonzagae Sablonetae Dvcis, Verona, 1592.[3]